# Platja de l'Estany
La platja de l'Estany és una platja natural del municipi de Gavà (Baix Llobregat) situada dins de la Reserva Natural del delta del Llobregat. Limita a llevant amb el canal de la Murtra, que la separa de la platja de la Murtra, del municipi de Viladecans, i a ponent resta oberta cap a la platja de Gavà, a l'alçada del carrer Llançà. Forma part de la Xarxa Natura 2000. En aquesta platja hi ha l'últim càmping litoral que queda al delta del Llobregat, dels molts que van aparèixer als anys 1950 i 1960.
Orientada al sud-sud-est, té una longitud de 270 metres, una amplada mitjana de 55 metres, formada per sorra de gra mig i un pendent d'entrada a l'aigua moderat. Disposa de vigilància, un equip de socorrisme, dutxes, accessos i serveis per a persones amb mobilitat reduïda. A més, s'hi organitzen activitats nàutiques i s'hi lloguen para-sols.
L'Agència Catalana de l'Aigua efectua un control quinzenal de la qualitat de l'aigua, durant la temporada de bany, amb el resultat d'excel·lent.